# Parafia Wniebowzięcia Najświętszej Maryi Panny w Tłuchowie
Parafia pw. Wniebowzięcia Najświętszej Maryi Panny w Tłuchowie – parafia należąca do dekanatu tłuchowskiego, diecezji płockiej, metropolii warszawskiej. Została erygowana w XIII wieku. Mieści się przy ulicy 3 Maja.